# City-builder

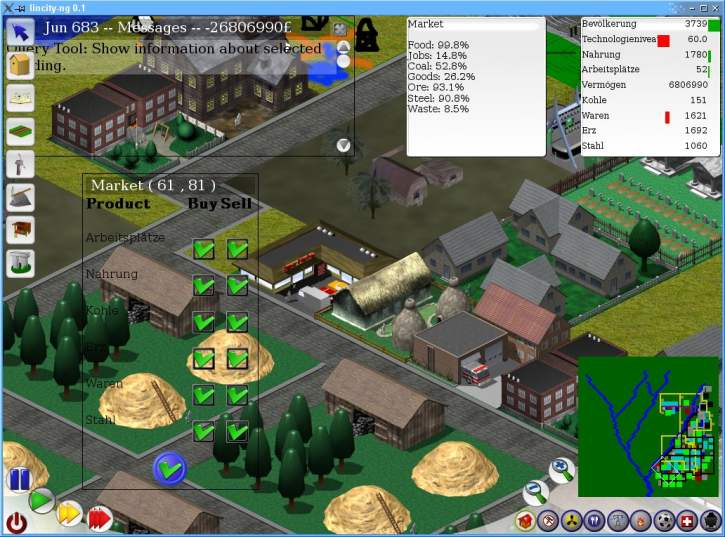
Lincity est un jeu de type city-builder.

Un city-builder est un genre de jeu vidéo de gestion qui se focalise sur la construction et la gestion d’une ville. Le genre trouve son origine dans des jeux de gestion sur ordinateur central, comme The Sumer Game (1968) et sa conversion en Basic Hamurabi (1978), et dans des jeux de stratégie comme Utopia (1982) de Don Daglow. C’est cependant SimCity (1989) de Will Wright qui donne naissance au genre et le popularise. Celui-ci marque en effet le début d’une longue série de jeu SimCity et entraîne la création de nombreuses adaptations de son concept, dont notamment Moonbase (1990), Utopia: The Creation of a Nation (1991), Caesar (1992) et The Settlers (1993). Le genre se consolide ensuite avec la sortie de SimCity 2000 et la poursuite de séries comme The Settlers, Anno ou les jeux de gestion de cité d’Impressions Games.

## Historique

### Genèse
Bien qu’il s’agisse d’une simulation extrêmement limité, le jeu The Sumer Game est sans doute le premier jeu sur ordinateur se focalisant sur la construction et la gestion d’une ville. Celui-ci est programmé en FOCAL par Doug Dyment en 1968 sur un mini-ordinateur PDP-8 de la société Digital Equipment Corporation. Il est converti en Basic quelques années plus tard par David H. Ahl sous le titre Hamurabi, le deuxième M du titre ayant été supprimé pour que le titre du programme respecte la limite de huit caractères. Dans celui-ci, le joueur est aux commandes de l’ancienne cité-état de Sumer. Il ne peut rien construire, mais il peut acheter et vendre des terrains, les cultiver et nourrir la population. L’objectif est de développer l’économie de la cité afin que sa population s’agrandisse. Le joueur peut être confronté aux rats ou à la peste, qui peut décimer son peuple, ainsi qu’aux révoltes s’il ne gère pas la cité correctement. Le jeu rencontre un certain succès et bénéficie de nombreuses adaptations, avec un cadre différent mais les mêmes mécanismes de base. Parmi ces dernières, la plus connue est peut-être le jeu sur Apple II Santa Paravia en Fiumaccio (en) (1978) de George Blank, qui introduit la possibilité d’acheter et de construire différents types de bâtiments. Dans celui-ci, la plupart des éléments caractéristiques des city-builder sont déjà présents, dont notamment les taxes, les bâtiments, les catastrophes naturelles, les évolutions du nombre d’habitants et de leur satisfaction, et même une carte du royaume qui est affiché à la fin de chaque tour. Il lui manque cependant encore un élément crucial du genre, la sensation de jouer à un jeu de construction plutôt qu’a une simple adaptation d’un jeu de plateau, et il faut attendre plusieurs années pour voir ce dernier ingrédient faire son apparition. Le genre continue cependant d’évoluer avec notamment le jeu Utopia (1982) de Don Daglow qui perfectionne le concept existant en y introduisant notamment le temps réel et une représentation graphique, alors que ses prédécesseurs se déroulent au tour par tour et sont principalement textuels. Contrairement à ces derniers, Utopia pousse ainsi le joueur à agir rapidement dans sa gestion de l’économie, des infrastructures, des catastrophes naturelles et des attaques ennemies.

### SimCity
Le genre dans sa forme actuelle apparaît cependant par accident. Alors qu’il développe son premier jeu commercial, le shoot 'em up Raid on Bungeling Bay (1984), Will Wright constate que la conception des villes que survole le joueur avec son hélicoptère est en fait plus amusant que le jeu en lui-même. Il se lance alors dans des expérimentations pour améliorer son outil de création de villes. Il lui applique notamment diverses théories concernant la planification urbaine et y implémente diverses idées issues de ses lectures et en particulier du travail de Jay Wright Forrester sur la systémique. Après une année de développement, Will Wright en tire finalement un nouveau jeu, initialement baptisé Micropolis, mais aucun éditeur n’accepte de le publier. Avec Jeff Braun, il fonde donc Maxis et publie lui-même son jeu, rebaptisé SimCity, en 1989 sur Macintosh et Amiga, puis sur la plupart des autres ordinateurs et sur Super Nintendo.
SimCity concrétise ainsi l’idée d’une simulation de construction de ville et pose les bases du genre des city-builder. Le joueur y incarne en même temps un maire, un urbaniste et un dieu et se voit confier une parcelle de terrains vides, dont la disposition sur une grille est générée de manière procédurale, et d’une palette d’outil de construction inspirée de MacPaint pour construire sa ville. Le jeu débute en 1900 et permet au joueur de créer des zones résidentielles, commerciales ou industrielles qu’il doit relier à des centrales électriques pour les alimenter. Pour favoriser leur développement, il peut ensuite construire des postes de polices et de pompiers, des parcs, des stades, des routes, des voies ferrées, des ports et des aéroports. Il doit également gérer son budget, en définissant notamment le niveau de taxe, ainsi que le bonheur des habitants. Il peut enfin déclencher des catastrophes naturelles sur sa ville, comme des tremblements de terres, des inondations, des incendies, des tornades ou même l’apparition d’un monstre. Le jeu n’a pas d’objectif mais donne au joueur un système et des outils avec lesquels s’amuser. Il aide également à comprendre les contraintes de l’urbanisation en laissant le joueur mettre en pratique ses idées, puis constater si celles-ci fonctionnent ou non. SimCity est une révolution pour l’industrie du jeu vidéo. Il est en effet l’un des premiers jeux de ce type à entrer dans la culture populaire et il est salué aussi bien par la presse traditionnelle, dont le New York Times et le The Times, que par la presse spécialisée.

### Premières adaptations
Surfant sur le succès de SimCity, Maxis ne tarde pas à publier des sets de graphismes permettant de modifier l’apparence du jeu pour le transposer à d’autres époques historiques ou à des univers de fantasy ou de science-fiction. Ces derniers ne modifient cependant pas ses mécanismes de jeu, contrairement aux clones de SimCity publiés dans les années suivantes.
Le studio Wesson International développe ainsi, avec l’aide de contractuels de la NASA, le jeu Moonbase (1990) qui reprend le principe de SimCity en l’adaptant à la gestion réaliste d’une colonie lunaire. Dans celui-ci le joueur se voit confier la construction d’une colonie à la surface de la lune dont il doit notamment gérer l’approvisionnement en oxygène et en eau, le chauffage et le refroidissement tout en créant un assemblage de dortoirs, de laboratoires de recherche, de groupes électrogènes et d’autres bâtiment. Avec Utopia: The Creation of a Nation (1991), le studio Celestial Software propose une approche moins réaliste de la colonisation spatiale. Dans celui-ci, le joueur doit en effet construire une colonie sur de nouvelles planètes tout en luttant contre des extraterrestres. En plus de garantir l’approvisionnement en oxygène et en énergie, le joueur doit ainsi mettre sur pied une armée suffisamment forte pour défendre sa colonie. Contrairement à SimCity, celui-ci propose un enchaînement de missions, chacune d’elles mettant le joueur en compétition avec une nouvelle race d’extraterrestre.
Le studio Impressions Games est ensuite le premier à adapter le concept de SimCity à un contexte historique avec Caesar (1992). Dans celui-ci, le joueur incarne un gouverneur de la Rome antique qui tente de satisfaire l’empereur romain Auguste. Pour cela, il doit développer un réseau de route, de réservoir et de canaux dans une cité constituées de maisons, d’ateliers, de marchés, d’écoles, de théâtre et de thermes. Le jeu ne se contente cependant pas de proposer une version antique de SimCity. Il incorpore en effet un élément clé de la Rome antique, la guerre. Le joueur doit ainsi enrôler des plébéiens, afin de constituer une armée capable de défendre la cité contre les attaques barbares, qu’il doit payer, sous peine de les voir se révolter. De la même manière, il doit garantir le bonheur du peuple pour éviter les révoltes. Le jeu se distingue également de SimCity par son système de progression, qui voit le joueur être promu à la gestion d’une nouvelle ville lorsque la précédente est suffisamment développée. Il laisse ainsi moins de place que son modèle aux expérimentations, mais offre au joueur un moyen clair d’évaluer sa compétence.
Avec The Settlers (1993), Blue Byte Software va encore plus loin en matière de progression avec un enchaînement de cinquante missions de difficulté croissante. Il propose également un genre de city-builder très différent de ses prédécesseurs dans lequel l’urbanisme prend encore plus de sens. Les bâtiments ne sont en effets pas reliés entre-eux par des zones d’influences abstraites mais plutôt par les ressources qui transitent de l’un à l’autre via un réseau de routes. Ainsi, pour créer une arme, le joueur a besoin de matières premières comme le minerai de fer et le charbon, qui doivent être extraits de mines par des mineurs, qui doivent être nourris. Pour cela, le joueur doit donc produire du pain, ce qui nécessite de construire une ferme pour produire du grain, un moulin pour le transformer en farine et un puits pour produire l’eau devant être mélanger à celle-ci pour produire du pain. Comme dans Utopia, le joueur est également en compétition avec d’autres peuples et en développant sa cité, il finit par se confronter à ces derniers pour le contrôle du territoire. Il peut alors envoyer des soldats prendre d’assaut les bâtiments militaires ennemis.

### Expérimentation et consolidation
Quatre ans après la sortie de SimCity, Will Wright revient au genre qu’il a créé avec SimCity 2000 (1993). Conçu en collaboration avec Fred Haslam, celui-ci est dans la droite lignée de son prédécesseur mais y apporte de nombreuses améliorations. Sur le plan technique, le jeu propose ainsi une vue en perspective dimétrique, plutôt qu’une vue de dessus comme dans le premier volet. Il ajoute également de nouvelles dimensions à la simulation ainsi que de nouvelles fonctionnalités. Il supprime notamment le blocage des constructions à des zones de trois cases par trois, ce qui donne plus de liberté au joueur. Il intègre également la gestion des canalisations, du métro, des institutions éducatives, de l’arcologie et des prisons ainsi que de nouvelles sortes de centrales électriques. Il introduit enfin un journal qui informe le joueur des principaux problèmes que rencontre les habitants par l’intermédiaire de sondages, de faits divers et d’articles humoristiques. Le succès de SimCity 2000 donne le ton à une décennie de forte croissance pour le genre qui voit apparaître de titres qui innovent ou consolident le genre. Le jeu est porté sur la plupart des consoles de l’époque, avec un succès mitigé, et pousse Maxis à en produire une version simplifiée, SimTown (1995), et à faire développer en externe le jeu SimIsle (1995). Dans le premier, le joueur est chargé de gérer une petite ville dans laquelle il peut ajouter des lacs, des prairies et des arbres et construire des trottoirs, des petites entreprises et des maisons. Dans le second, le joueur se voit confier la gestion d’une île tropicale dans laquelle le joueur recrute des agents qui agissent en tant qu’intermédiaire pour développer une ville, explorer la jungle ou réaliser des activités criminelles.
Après le succès de SimCity 2000, le studio Sierra Entertainment tente sa chance dans le domaine des city-builder avec Outpost (1994). Dans la lignée de Moonbase, celui-ci charge le joueur de coloniser un monde extraterrestre pour sauver l’humanité après la destruction de la Terre par un astéroïde. A ce titre, le joueur est responsable de la gestion des ressources disponibles ainsi que de la recherche scientifique, avec pour objectif de développer de la vie dans ce nouveau monde en progressant dans un arbre technologique. Il sort cependant inachevé et buggé et ne connait donc qu’un succès limité malgré son concept innovant. Après Sierra, LucasArts tente également de se lancer dans les city-builder avec Afterlife (1996) dans lequel le joueur doit construire un paradis et un enfer pour une civilisation extraterrestre et gérer les zones de récompense et de punition des âmes, inspirées des sept péchés capitaux. Le jeu échoue cependant à exécuter son concept intéressant et se révèle donc un échec. Avec Constructor (1997), System 3 innove de manière plus convaincante en mettant le joueur à la tête d’une société de construction dans une ville mal famée. Le jeu introduit en effet des éléments de stratégie en temps réel en permettant au joueur de contrôler directement ses employés, qu’il peut envoyer sur des chantiers mais aussi en missions pour déstabiliser ses concurrents. S’il est salué pour son humour, le jeu souffre de ses missions répétitives et de sa micro-gestion vite lassante et il passe relativement inaperçu.
Toujours dans le domaine des hybrides entre city-builder et jeu de stratégie en temps réel, les années 1990 voient l’apparition de la série Anno avec Anno 1602 (1998). Dans celui-ci, le joueur est chargé de développer des colonies sur de petites îles, puis de les relier par des routes commerciales maritimes. S’il ressemble à The Settlers sur l’aspect de construction d’une colonie, il s’en distingue en mettant l’accent sur l’exploration et le commerce, avec également un aspect militaire. Ce focus sur l’aspect économique en fait bien plus qu’un simple city-builder, mais il offre néanmoins une variation intéressante sur le sujet de la construction d’une colonie. Dans ce domaine, il ne fait cependant pas aussi bien que The Settlers II (1996), qui perfectionne le concept introduit dans The Settlers avec notamment l’ajout de nouveaux bâtiments et d’une très bonne campagne. Il évite de plus l’écueil de sa suite, The Settlers III (1998) dans lequel l’importance accru de l’aspect militaire se fait au détriment de son système de collecte et de transport des ressources. En parallèle, Impressions Games poursuit sur sa lancée avec les deux suites de Caesar, Caesar II (1995) et Caesar III (1998). Outre d’importantes améliorations techniques, notamment des graphismes et de l’interface, la première ajoute de nouveaux bâtiments, des passants se promenant sur les routes, un mode combats et une option permettant d’envahir des colonies ennemies. De son côté, la seconde donne encore un peu plus de vie à la simulation en dotant les passants d’une certaines intelligence qui leur permet de réévaluer leurs tâches et leurs destinations. Elle ajoute également un niveau de complexité supplémentaire avec la gestion de la religion, le joueur pouvant honorer cinq dieux différents en organisant des festivités et en construisant des temples. Impressions continue ensuite d’améliorer le moteur de jeu de Caesar III sur lequel le studio s’appuie pour développer deux nouveaux jeux suivant les mêmes principes mais dans un cadre différent, avec les jeux Pharaon (1999) and Le Maître de l'Olympe : Zeus (2000), qui sont eux aussi salués par la presse spécialisée.

### Nouveau souffle
Après presque six ans d'attente, Maxis publie le troisième SimCity, SimCity 3000 (1999) qui marque le passage de la série à la 3D. Avec ses graphismes et ses animations, qui donne vie aux villes qu’il permet de construire, celui-ci fait forte impression et connait un succès critique et commercial, avec plus de cinq millions d’exemplaires vendus dans le monde. Outre l’amélioration des graphismes, celui-ci apporte de nouvelles fonctionnalités, dont notamment la possibilité de nouer des accords commerciaux, par exemple pour revendre les excédents d’eau ou d’électricité, et l’apparition de pétitionnaires susceptible de réclamer des changements de politique. Malgré ces améliorations, le jeu constitue néanmoins un retour en arrière sur certains aspects. Ainsi, le journal introduit dans SimCity 2000 disparait en faveur d’un téléscripteur dont le défilement ininterrompu ne donne pas au joueur le temps de lire certains messages. De plus, alors que SimCity 2000 est bien pensé et équilibré, ce troisième volet part dans toutes les directions et souffre de nombreux problèmes. Les outils de terrain deviennent ainsi frustrants à utiliser, la gestion de l’eau devient encore plus gênante, le système de zone se voit inutilement doté d’un niveau supplémentaire, les options de constructions de monuments historiques et de gestion des déchets sont inachevés et les conseillers du joueur se contredisent en permanence.
À l’inverse de son prédécesseur, SimCity 3000 échoue ainsi à insuffler un nouveau souffle au genre et se voit sur ce point surpassé par le jeu d’un nouveau studio, PopTop Software. Avec Tropico (2001), ce dernier propose en effet une simulation de république bananière, qui met le joueur dans la peau d’un dictateur d’une île tropicale fictive et aborde des thématiques inédites dans le genre comme la fraude électorale et la politique internationale. Celui-ci se déroule en effet pendant la guerre froide et nécessite donc de gérer les relations avec les deux superpuissances mondiales, afin d’obtenir leur soutien et d’éviter d’être renversé. Son véritable point fort réside cependant dans son humour noir, avec un dictateur qui est moqué quelle que soit la politique choisie et la nécessité de gérer des paramètres tels que la propagande, les rivalités politiques, la corruption ou les assassinats. Tropico connait ainsi un certain succès qui donne naissance à une franchisse florissant, comptant notamment cinq suites qui revisitent la formule du premier volet avec plus ou moins de changement. Le deuxième volet de la série, Tropico 2 : La Baie des pirates (2003), transpose ainsi le jeu dans une île pirate entre autres peuplés des prisonniers capturés pendant des raids. Les développeurs du studio Haemimont Games reprennent ensuite la série en 2009 et reviennent aux racines de la série avec Tropico 3 (2009) qui bénéficie notamment d’un nouveau moteur 3D. Tropico 4 (2011) introduit ensuite une campagne narrative et des catastrophes naturelles, et Tropico 5 (2014) une plus grande variété de style en permettant au joueur de choisir entre plusieurs époques dont la colonisation, la Première Guerre mondiale, la guerre froide et la chute de l’URSS. Ce dernier tente également de donner une nouvelle orientation à la série, en y ajoutant des aspects d’exploration et de commerce comme dans la série Anno. Cette dernière continue d’ailleurs de se développer avec au total cinq épisodes, dont Anno 2070 (2011) qui se déroule dans le futur, et plusieurs jeux dérivés.

### Déclin et retour aux sources
Alors que l’activité communautaire sur SimCity 3000 commence à décliner, Maxis publie le quatrième volet de la série SimCity, SimCity 4 (2003), qui va encore plus loin dans le réalisme et la complexité. Avant même son extension Rush Hour, celui-ci incorpore en effet la micro-gestion du trafic routier et des transports publics qui permet au joueur de visualiser les trajets effectués par les habitants pour se rendre au travail. D’autres nouveautés font également leur apparition dont les cycles jour / nuit, la possibilité de construire sur un terrain en pente, l’ajout des zones agricoles, les régions, une gestion plus détaillée du financement des bâtiments spéciaux, différents niveaux de richesse pour chaque zone avec une évolution plus réalistes et cohérente de celles-ci ainsi qu'un mode MySim qui utilise les villes construites pour proposer une version très simplifiée de The Sims. La simulation devient ainsi moins accessible aux débutants mais aussi plus riche en matière de planification et de gestion. Ainsi, malgré quelques limitations, SimCity 4 permet de construire n’importe quelle ville imaginable et, avec l’ajout de certains mods, de recréer des villes existantes ou de construire une ville sur Mars.
La profondeur de la simulation mène cependant la série dans une impasse et l’éditeur du jeu, Electronic Arts, décide de recruter les développeurs de Tilted Mill Entertainment, auteurs de Immortal Cities : Les Enfants du Nil (2004) et Caesar IV (2006), pour essayer quelque chose de différent. Ces derniers développent alors SimCity Sociétés (2007) qui revient à la source de la série tout en proposant une approche totalement différente. Celui-ci met en effet le « caractère » de la ville (la manière dont elle est vue est ressentie) au centre du gameplay, chaque bâtiment ou décoration construit ayant un impact sur six valeurs sociétales — la créativité, l'autorité, la prospérité, la productivité, la spiritualité et la connaissance — qui influent sur la ville et ses habitants. Du fait de problème technique et du manque de connexion entre ces valeurs et le bonheur des habitants, le jeu est un échec critique et commercial, mais il réussit néanmoins à montrer que le genre peut encore évoluer. Dans les années qui suivent, le studio Monte Cristo tente de récupérer la place, laissé vacante par SimCity, en proposant un city-builder facile à prendre en main, Cities XL (2009). Ni celui-ci, ni les deux suites développées par Focus Home Interactive ne parviennent cependant à laisser leur marque sur le genre, probablement à cause de leur manque d’intérêt et d’humour.
Après dix ans sans nouveau SimCity, Maxis revient finalement au genre avec SimCity (2013). Dès sa sortie, Maxis est cependant fortement critiqué pour avoir introduit la nécessité d’être connecté à Internet pour y jouer, bien qu’il s’agisse d’un jeu solo, pour les promesses non tenues du jeu et pour les problèmes de serveur, qui prennent plusieurs mois à être corrigé. Le jeu pêche de plus par ses limitations puisque, contrairement à SimCity qui permet de créer des villes entières, l’espace y est trop limité et ne permet de créer qu’un quartier ou un arrondissement. Le jeu innove pourtant avec sa modélisation en mode agent, qui permet au joueur de suivre absolument tous les flux (habitants, eau, électricité…) en temps réel. Mais cette fonctionnalité est finalement mal exploitée, les habitants apparaissant et disparaissant chaque jour en tant que personnes totalement différentes et leur intelligence artificielle étant trop limitée. Les problèmes rencontrés par ce cinquième volet ouvrent une brèche sur le marché des city-builder qui est exploité par le studio Colossal Order, les développeurs de la série Cities in Motion, qui s’inspirent de SimCity 2000 et SimCity 3000 pour créer Cities: Skylines (2015) et Cities: Skylines II (2023) qui évitent les écueils rencontrés par son concurrent. Ils permettent en effet de jouer hors ligne, proposent de grandes parcelles pour développer des villes, des systèmes de transport en commun et une modélisation en mode agent qui, contrairement à celle de SimCity, est correctement exploité. Les développeurs maintiennent de plus de fortes interactions avec la communauté et soutiennent fortement les mods, qui permettent d’élargir le périmètre du jeu, au départ focalisé sur les villes américaines.

## Liste de jeux
| Année | Titre                                           | Développeur               | Thème                | Description                                             | Plate-forme                                             |
| ----- | ----------------------------------------------- | ------------------------- | -------------------- | ------------------------------------------------------- | ------------------------------------------------------- |
| 1969  | The Sumer Game                                  | Doug Dyment               | Antiquité            | Gestion de la cité de Sumer                             | PDP-8                                                   |
| 1975  | Hamurabi                                        | David H. Ahl              | Antiquité            | Conversion en Basic de The Sumer Game                   | Ordinateur central                                      |
| 1978  | Santa Paravia en Fiumaccio                      | George Blank              | Médiéval             | Gestion d’une cité italienne                            | Apple II                                                |
| 1982  | Utopia                                          | Don Daglow                | Contemporain         | Gestion d’une île                                       | Intellivision                                           |
| 1989  | SimCity                                         | Will Wright               | Contemporain         | Premier véritable city-builder                          | Amiga, Mac                                              |
| 1990  | Moonbase                                        | Wesson International      | Science-fiction      | Gestion d’une colonie lunaire                           | Amiga, IBM PC                                           |
| 1991  | Utopia: The Creation of a Nation                | Celestial Software        | Science-fiction      | Gestion d’une colonie spatiale                          | Amiga, Atari ST, IBM PC                                 |
| 1992  | Caesar                                          | Impressions Games         | Antiquité            | Gestion d’une cité dans la Rome antique                 | Amiga, Atari ST, IBM PC                                 |
| 1993  | Stronghold                                      | Stormfront Studios        | Fantasy              | Gestion d’une cité dans l’univers de Donjons et Dragons | IBM PC                                                  |
| 1993  | SimCity 2000                                    | Maxis                     | Contemporain         | Suite de SimCity                                        | Amiga, IBM PC, consoles                                 |
| 1993  | Lunar Command                                   | Wesson International      | Science-fiction      | Version améliorée de Moonbase                           | IBM PC                                                  |
| 1993  | Settlers (Serf City: Life is Feudal)            | Blue Byte Software        | Fantasy              | Premier jeu de la série The Settlers                    | Amiga, IBM PC                                           |
| 1994  | Outpost                                         | Sierra On-Line            | Science-fiction      | Gestion d’une colonie spatiale                          | PC, Mac                                                 |
| 1995  | SimIsle                                         | Intelligent Games         | Contemporain         | Gestion d’une île tropicale                             | PC, Mac                                                 |
| 1995  | SimTown                                         | Maxis                     | Contemporain         | Gestion d’une petite ville                              | PC, Mac                                                 |
| 1995  | Caesar II                                       | Impressions               | Antiquité            | Suite de Caesar                                         | PC, Mac                                                 |
| 1996  | Afterlife                                       | LucasArts                 | Fantasy              | Gestion d’un paradis et d’un enfer                      | PC, Mac                                                 |
| 1996  | Settlers II                                     | Blue Byte Software        | Fantasy              | Suite de The Settlers                                   | PC, Mac                                                 |
| 1997  | Constructor                                     | System 3                  | Contemporain         | Gestion d’une entreprise de construction                | PC, PlayStation                                         |
| 1998  | Anno 1602                                       | Max Design                | Historique           | Gestion d’une colonie dans le nouveau monde             | PC                                                      |
| 1998  | Anno 1602 : Nouvelles Îles, Nouvelles Aventures | Max Design                | Historique           | Extension de Anno 1602                                  | PC                                                      |
| 1998  | Settlers III                                    | Blue Byte Software        | Fantasy              | Suite de The Settlers II                                | PC                                                      |
| 1998  | Caesar III                                      | Impressions Games         | Antiquité            | Suite de Caesar II                                      | PC, Mac                                                 |
| 1998  | Anno 1602 : Au nom des rois                     | Max Design                | Historique           | Extension de Anno 1602                                  | PC                                                      |
| 1999  | Pharaon                                         | Impressions Games         | Antiquité            | Gestion de cité dans l’Egypte antique                   | PC                                                      |
| 1999  | SimCity 3000                                    | Maxis                     | Contemporain         | Suite de SimCity 2000                                   | PC, Mac                                                 |
| 2000  | Cléopâtre : La Reine du Nil                     | Impressions Games         | Antiquité            | Extension de Pharaon                                    | PC                                                      |
| 2000  | Le Maître de l'Olympe : Zeus                    | Impressions Games         | Antiquité            | Gestion de cité dans la Grèce antique                   | PC                                                      |
| 2000  | SimCity 64                                      | HAL Laboratory            | Contemporain         | Dérivé de la série SimCity                              | Nintendo 64                                             |
| 2001  | Le Maître de l'Atlantide : Poséidon             | Impressions Games         | Antiquité            | Extension de Le Maître de l'Olympe : Zeus               | PC                                                      |
| 2001  | Tropico                                         | PopTop Software           | Contemporain         | Gestion d’une île tropicale                             | PC, Mac                                                 |
| 2001  | Settlers IV                                     | Blue Byte Software        | Fantasy              | Suite de The Settlers III                               | PC                                                      |
| 2002  | Empereur : L'Empire du milieu                   | Impressions Games         | Antiquité            | Gestion d’une cité dans la Chine antique                | PC                                                      |
| 2003  | SimCity 4                                       | Maxis                     | Contemporain         | Suite de SimCity 3000                                   | PC                                                      |
| 2003  | SimCity 4: Rush Hour                            | Maxis                     | Contemporain         | Extension de SimCity 4                                  | PC                                                      |
| 2003  | Anno 1503                                       | Max Design                | Historique           | Suite de Anno 1602                                      | PC                                                      |
| 2003  | Tropico 2 : La Baie des pirates                 | Frog City Software        | Historique           | Suite de Tropico                                        | PC                                                      |
| 2004  | Anno 1503 : Trésors, Monstres et Pirates        | Max Design                | Historique           | Extension de Anno 1503                                  | PC                                                      |
| 2004  | Immortal Cities : Les Enfants du Nil            | Tilted Mill Entertainment | Antiquité            | Gestion d’une cité dans l’Egypte antique                | PC                                                      |
| 2005  | Settlers V : L'Héritage des Rois                | Blue Byte Software        | Fantasy              | Suite de The Settlers IV                                | PC                                                      |
| 2006  | Caesar IV                                       | Tilted Mill Entertainment | Antiquité            | Suite de Caesar III                                     | PC                                                      |
| 2006  | City Life                                       | Monte Cristo              | Contemporain         |                                                         | PC                                                      |
| 2006  | Anno 1701                                       | Related Designs           | Historique           | Suite de Anno 1503                                      | PC                                                      |
| 2006  | Dwarf Fortress                                  | Tarn Adams                | Médiéval-fantastique |                                                         | PC                                                      |
| 2007  | Anno 1701 : La Malédiction du dragon            | Related Designs           | Historique           | Extension de Anno 1701                                  | PC                                                      |
| 2007  | Settlers VI : Bâtisseurs d'Empire               | Blue Byte Software        | Fantasy              | Suite de The Settlers V : L'Héritage des Rois.          | PC                                                      |
| 2007  | SimCity Sociétés                                | Tilted Mill Entertainment | Contemporain         | Dérivé de la série SimCity                              | PC                                                      |
| 2009  | Anno 1404                                       | Related Designs           | Historique           | Suite de Anno 1701                                      | PC                                                      |
| 2009  | Tropico 3                                       | Haemimont Games           | Contemporain         | Suite de Tropico 2 : La Baie des pirates                | PC                                                      |
| 2009  | Cities XL                                       | Monte Cristo              | Contemporain         |                                                         | PC                                                      |
| 2010  | Anno 1404 : Venise                              | Related Designs           | Historique           | Extension de Anno 1404                                  | PC                                                      |
| 2010  | Cities XL 2011                                  | Focus Home Interactive    | Contemporain         | Suite de Cities XL                                      | PC                                                      |
| 2011  | Anno 2070                                       | Related Designs           | Science-fiction      | Suite de Anno 1404                                      | PC                                                      |
| 2011  | Tropico 4                                       | Haemimont Games           | Contemporain         | Suite de Tropico 3                                      | PC                                                      |
| 2011  | Cities XL 2012                                  | Focus Home Interactive    | Contemporain         | Suite de Cities XL 2011                                 | PC                                                      |
| 2012  | Anno 2070 : En eaux profondes                   | Related Designs           | Science-fiction      | Extension de Anno 2070                                  | PC                                                      |
| 2013  | Cities XL Platinum                              | Focus Home Interactive    | Contemporain         | Suite de Cities XL 2012                                 | PC                                                      |
| 2013  | SimCity                                         | Maxis                     | Contemporain         | Suite de SimCity 4                                      | PC                                                      |
| 2014  | Banished                                        | Shining Rock Software     | Médiéval             |                                                         | PC                                                      |
| 2014  | Clockwork Empires                               | Gaslamp Games             | Steampunk            |                                                         | PC                                                      |
| 2014  | Tropico 5                                       | Haemimont Games           | Contemporain         | Suite de Tropico 4                                      | PC                                                      |
| 2015  | Anno 2205                                       | Blue Byte Software        | Science-fiction      | Suite de Anno 2070                                      | PC                                                      |
| 2015  | Cities: Skylines                                | Colossal Order            | Contemporain         |                                                         | PC, Xbox One, PlayStation 4                             |
| 2015  | Cities XXL                                      | Focus Home Interactive    | Contemporain         | Suite de Cities XL Platinum                             | PC                                                      |
| 2015  | Planetbase                                      | Madrugaworks              | Science-fiction      |                                                         | PC                                                      |
| 2016  | Life is Feudal: Forest Village                  | Mindillusion              | Médiéval             |                                                         | PC                                                      |
| 2016  | Planet Coaster                                  | Frontier Developments     | Contemporain         |                                                         | PC                                                      |
| 2017  | Aven Colony                                     | Mothership Entertainment  | Science-fiction      |                                                         | PC, Xbox One, PlayStation 4                             |
| 2017  | Kingdoms and Castles                            | Lion Shield, LLC          | Médiéval             |                                                         | PC                                                      |
| 2017  | Urban Empire                                    | Reborn Games              | Contemporain         |                                                         | PC                                                      |
| 2018  | Foundation                                      | Polymorph Games           | Médiéval             |                                                         | PC                                                      |
| 2018  | Frostpunk                                       | 11 bit studios            | Science-fiction      |                                                         | PC                                                      |
| 2018  | Northgard                                       | Shiro Games               | Médiéval             |                                                         | PC                                                      |
| 2018  | Jurassic World Evolution                        | Frontier Developments     | Science-fiction      |                                                         | PC, Xbox One, PlayStation 4                             |
| 2018  | Surviving Mars                                  | Haemimont Games           | Science-fiction      |                                                         | PC, Xbox One, PlayStation 4                             |
| 2019  | Anno 1800                                       | Blue Byte Software        | Historique           | Suite de Anno 2205                                      | PC                                                      |
| 2019  | Tropico 6                                       | Limbic Entertainment      | Contemporain         | Suite de Tropico 5                                      | PC, Xbox One, PlayStation 4                             |
| 2019  | Islanders                                       | Grizzly Games             |                      |                                                         | PC                                                      |
| 2020  | Industries of Titan                             | Brace Yourself Games      | Science-fiction      |                                                         | PC                                                      |
| 2021  | Jurassic World Evolution 2                      | Frontier Developments     | Science-fiction      | Suite de Jurassic World Evolution                       | PC, Xbox One, Xbox Series, PlayStation 4, PlayStation 5 |
| 2021  | Surviving the Aftermath                         | Iceflake Studios          | Science-fiction      |                                                         | PC, Xbox One, PlayStation 4, Nintendo Switch            |
| 2021  | Timberborn                                      | Mechanistry               | Science-fiction      |                                                         | PC, Mac                                                 |
| 2023  | Surviving the Abyss                             | Rocket Flair Studios      | Science-fiction      |                                                         | PC                                                      |
| 2023  | Cities: Skylines II                             | Colossal Order            | Contemporain         | Suite de Cities: Skylines                               | PC, Xbox Series, PlayStation 5                          |
| 2024  | Manor Lords                                     | Slavic Magic              | Médiéval             |                                                         | PC, Xbox One, Xbox Series                               |